# Rittergut Birkholz

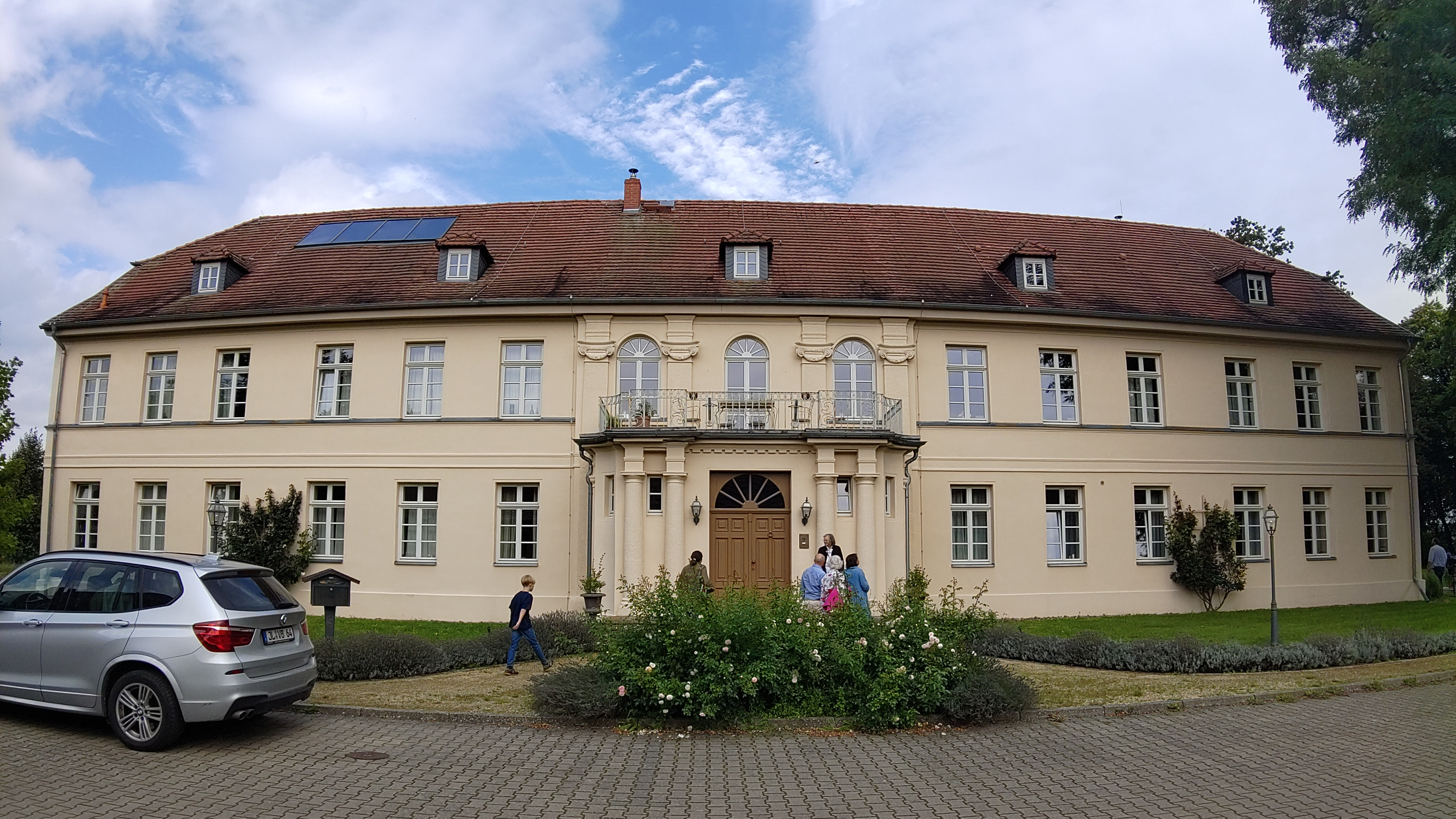
Gutshaus Birkholz

Das Rittergut Birkholz, auch Herrenhaus Birkholz oder Gutshaus Birkholz genannt, ist ein denkmalgeschütztes Bauwerk im Ortsteil Birkholz der Stadt Tangerhütte im Landkreis Stendal in Sachsen-Anhalt. Im örtlichen Denkmalverzeichnis ist das Rittergut unter der Erfassungsnummer 094 30606 als Baudenkmal verzeichnet. Es hat die Adresse Schulstraße 5.

## Geschichte
Die Familie von der Schulenburg ließ im 16. Jahrhundert in der wüsten Dorfstelle Birkholz im Bereich einer ehemaligen Wasserburg ein Vorwerk errichten mit einigen Wohnungen, Viehhöfen und Schäfereien und einem Herrenhaus. Während des Dreißigjährigen Kriegs wurde der Rittersitz stark verwüstet. 1739 gelangte der Rittersitz in den Besitz von Levin Friedrich von Bismark auf Briest. Dieser ließ in der Nähe von Birkholz die Siedlung Sophienhof anlegen, benannt nach seiner Frau. Das heutige Gutshaus entstand 1770, erbaut von Georg Wilhelm von Bismark. Heinrich Achaz von Bismarck, Enkel von Georg Wilhelm, verkaufte das Gut 1856 an Leutnant Emil Ballerstedt. 1907 zerstörte ein Brand den Großteil zum Rittergut gehörenden Nebengebäuden. Im Besitz der Familie Ballerstedt blieb das Gut bis zur Enteignung während der Bodenreform in der Sowjetischen Besatzungszone im Jahr 1945. Danach diente es als Flüchtlingsunterkunft. Danach wurde eine Grundschule bis 1967 und ein Kindergarten mit Kinderkrippe im Gebäude untergebracht. 1949 wurden die Schulräume neugestaltet und zeitgleich wurden öffentliche Baderäume für die Bevölkerung eingerichtet. In Zeiten der DDR war im Gut das Forstamt Tangerhütte untergebracht. Ab Mitte 1970 zogen eine Poststelle, die Gemeindeverwaltung, das Bürgermeisteramt, die Gemeindeschwester, die Gemeindebibliothek und das Büro der LPG in das Gebäude. Seit 2008 ist die gesamte Gutsanlage wieder in Privatbesitz, wurde saniert und wird von den Eigentümern bewohnt.
Zum Rittergut Birkholz gehörten neben dem Vorwerk Scheeren 1000 Morgen Acker und Wiese und 1800 Morgen Wald.

## Gestaltung
Das Herrenhaus des Rittergutes ist ein lang gestreckter, zweigeschossiger Putzbau von 15 Achsen mit Halbwalmdach und abgewalmten Ziergauben. Der vorgelagerte Eingangsvorbau mit flankierenden Halbsäulen wurden vermutlich um 1850 erbaut. Der Gutshof war früher, wie in der Altmark üblich, auf allen Seiten von einem ca. 4 m breiten Wassergraben umgeben und war nur über Brücken zugänglich.